# Шидловский, Михаил Викентьевич
Михаи́л Вике́нтьевич Шидло́вский (1892—14 января 1975) — зоолог, териолог, специалист по систематике и фаунистике грызунов, насекомоядных и рукокрылых (Rodentia, Lipotyphla et Chiroptera), исследователь фауны Закавказья.

## Биография
Родился в Минске в семье железнодорожного рабочего. Окончил Минское реальное училище. В 1912 году продолжил обучение в Москве, в университете имени Шанявского, который закончил в 1916 году. В том же году приступил к работе на должности заместителя заведующего земской опытной станции в Закавказье по изучению грызунов и методов борьбы с ними. Первые научные результаты были опубликованы в 1919 году "Материалы к фауне грызунов Закавказья. Часть 1".
Во второй половине 1921 года всё ещё находился Александрополе (ныне Гюмри), где в его обязанности входило изучение систематики грызунов.
В 1937-м  работал в Биологическом институте Армянского филиала АН СССР, параллельно  1938-го в Зоологическом секторе Грузинского филиала АН СССР, а с 1941 и по 1950 год возглавлял лабораторию маммалогии Института зоологии  АН ГрузССР
В 1947 году успешно защитил кандидатскую диссертацию "Грызуны Черноморского побережья Грузии".
С 1938 по 1965 год под руководством и при непосредственном участии М. В. Шидловского в Грузии была развёрнута широкая программа географо-фаунистического изучения грызунов, выявлены и закартированы ареалы эпидемиологически опасных видов. За этот период Шидловским и его сотрудниками было собрано 25 000 экземпляров, которые попали в хранилища Института зоологии Грузии.

### Вклад в систематику Miromammalia
Вклад Шидловского в систематику и фаунистику мелких млекопитающих (преимущественно Rodentia) Закавказья очень значителен. Наиболее заметен его след в систематике полевок подрода Terricola.
- Microtus daghestanicus (Shidlovsky, 1919)
- Microtus nasarovi (Schidlovsky, 1938) — этот вид описан в честь лаборанта, многолетнего помощника, основного сборщика коллекций Шидловского.

Кроме того, Михаилом Викентьевичем в честь его коллеги из Армении Сергея Константиновича Даля  описал узкоареальный вид, эндемика Армении песчанку Даля.
В свою очередь в честь Шидловского А. И. Аргиропуло назвал полёвку из подрода Sumeriomys — Microtus schidlovskii (Argyropulo, 1933) из Западной Армении. На большинстве языков она называется полёвкой Шидловского (англ. Schidlovsky's vole, нем. Schidlovsky-Wühlmaus, укр. норик Шидловського).

### Награды
6 июня 1945 года награждён Верховным Советом СССР медалью «За доблестный труд в Великой Отечественной войне 1941—1945 гг.» (уд. № Е. 0010701).

## Труды
- Шидловский М. В. Определитель грызунов Грузии и сопредельных стран /  Акад. наук Груз. ССР, Зоол. ин-т. - Тбилиси : Изд-во Акад. наук Груз. ССР, 1941. - 54 с.
- Шидловский М. В. Определитель грызунов Закавказья. Тбилиси : Изд-во Акад. наук Груз. ССР, 1962. - 172 с.
- Шидловский М. В. Определитель грызунов Закавказья. 2-е изд. /  Тбилиси : Мецниереба, 1976 АН ГССР, Ин-т зоологии.  255 с.
- Шидловский М. В. Насекомоядные и рукокрылые млекопитающие Грузии" (фаунистический очерк) и "Грызуны Грузии - Фаунистический состав и эколого-географическое распространение" / Тбилиси : Лаша Хвичиа, 2013. Ин-т Зоологии Государственного университета Илья. Материалы к фауне Грузии ; Вып. 5. 174 с.

### Избранные статьи
- Шидловский М. В. Материалы по фауне грызунов Закавказья. Полевки. I. Подрод Arbusticola. // Работы Земской опытной станции. - Тифлис, 1919. - № 2. 45-179.
- Шидловский М. В. Об особенностях распространения закавказского хомяка  (Mesocricetus brandti Nehr.) по кавказскому перешейку. // Тр. Зоосект. Арм. фил. АН СССР, Зоол. сб., II: 37—48. 1940.
- Шидловский М. В. Изучение грызунов в Грузии // Природа 1940 (7): 80-81
- Шидловский М. В. Родентофауна лесной зоны северной Армении. Тр. Кироваканской лесн. опытн. ст., Ill: 53—80. 1942.
- Шидловский М. В., Соснихина Т. М. Грызуны города Еревана // 3оол. сб. АН Арм. ССР. Ереван, 1945. Вып. 3. С. 71–102
- Шидловский М. В. Родентофауна Черноморского побережья Грузии. Тр. Зоол. инст. АН ГрузССР, VII: 97—146. 1947.
- Шидловский М. В. Грызуны Аджарии. // Тр. Зоол. инст. АН ГрузССР, VIII: 187—223. 1948.
- Шидловский М. В. Грызуны Абхазии (эколого-фаунистический очерк) // Труды зоол. института Гр. ССР. – Тбилиси, 101 1950. Т. 9. – С. 135-162.
- Шидловский М. В. Грызуны Юго-Осетии. // Тр. Зоол. инст. АН ГрузССР, X : 187—222. 1951.
- Шидловский М. В. Реликтовые и эндемичные виды в родентофауне Грузии. Сообщ. АН ГрузССР, VI, 6 : 431—439 (на груз, яз. с русск. резюме). 1945.
- Шидловский М. В. Малоазиатская   горная   мышь   в   родентофауне   Грузии.—   Труды  Ин-та  зоол.  АН  Груз.  ССР,   1953,  т.   12,  с.   135—168.
- Шидловский М. В. Млекопитающие фауны высокогорья Большого Кавказа в Грузии. // Фауна высокогорья Большого Кавказа в пределах Грузии. - Тбилиси : Мициниерба. - 1964. - С. 175-198.